# Kraby Station
Kraby Station (Kraby stasjon eller Kraby stoppested) var en jernbanestation, der lå i området Kraby i Østre Toten kommune på Skreiabanen i Norge. Stationen blev åbnet som holdeplads sammen med banen 28. november 1902. Da persontrafikken på banen blev indstillet 15. september 1963, blev den nedgraderet til trinbræt men var dog stadig bemandet i en periode derefter på grund af postekspedition. Postkontoret blev imidlertid nedlagt i 1975. Skreiabanen blev nedlagt formelt 1. februar 1988.
Stationsbygningen blev tegnet af Paul Armin Due og er typisk for de små mellemstationer på banen. Den er i privat eje og forholdsvis velbevaret. I 2002 fik Anna Christine Årstad og Østre Toten kommune Fortidsminneforeningens vernepris for restaureringsarbejdet. Udover stationen er der et udhus/das.
Sporene ved stationen blev taget op allerede i 1988, men traceen kan stadig ses tydeligt og benyttes nu for en stor dels vedkommende som gang- og cykelsti. Stationen lå 16,12 km fra banens udgangspunkt, Reinsvoll Station.